# Elle critique tout !
Pour plus de détails, voir Fiche technique et Distribution.
Elle critique tout ! est un film français réalisé par Alain Riou et Renan Pollès, sorti en 2004.

## Synopsis
Maud devient critique littéraire et encense le travail d'un confrère auteur de son mari, Antoine Roche, écrivain à succès, ce qui déclenche sa jalousie.

## Fiche technique
- Titre : Elle critique tout !
- Réalisation : Alain Riou et Renan Pollès
- Scénario : Alain Riou
- Photographie : Renan Pollès
- Montage : Renan Pollès
- Production : Sylvain Bursztejn
- Société de production : Rosem Films, Paris Première et TSF Productions
- Société de distribution : Esperanza Productions (France)
- Pays :  France
- Genre : Comédie
- Durée : 70 minutes
- Dates de sortie : 
  - France : 1er décembre 2004

## Distribution
- Alain Riou : Antoine Roche
- Élisabeth Quin : Maud Roche
- François Reynaert : Vivien
- Florence Riou : la jeune fille qui vient voir Vivien
- Jean-Pierre Starck : le patron du bistrot
- Claire Riou : la motarde du bistrot
- Mira Fary : la première admiratrice
- Anne Maugier-Sintra : la deuxième admiratrice
- Denise Montagne : la troisième admiratrice

## Accueil
Le film a reçu une note moyenne de 2,2/5 pour 13 critiques sur Allociné. Jacques Mandelbaum pour Le Monde évoque une « farce, réalisée en amateur » qui « prend [...] le risque d'égaler le cynisme qu'elle prétend dénoncer ».